# 馬琳·湯姆森
馬琳·湯姆森（Marlene Thomsen，1971年5月5日—），丹麥女子羽球運動員，現已退役，出生於瓦埃勒。
馬琳·湯姆森在1992年夏季奧運會上，與莉絲貝特·史蒂爾-勞里森參加羽球女子雙打比賽。在第二輪比賽中，他們最終以3比15和12比15敗給了最終銀牌得主中國的關渭貞和農群華。
她還與莉絲貝特·史蒂爾-勞里森一起參加1996年夏季奧運會羽球女子雙打比賽。 在四分之一決賽中，他們以8比15和3比15的輸給了中國選手秦藝源和唐永淑。
在混合雙打方面，馬琳·湯姆森與托馬斯·倫德贏得1995年全英羽球錦標賽的冠軍，以及同年的IBF世界錦標賽冠軍。